# Shrewsbury (Wirginia Zachodnia)
Shrewsbury – jednostka osadnicza w Stanach Zjednoczonych, w stanie Wirginia Zachodnia, w hrabstwie Kanawha.